# Frederic Friedel

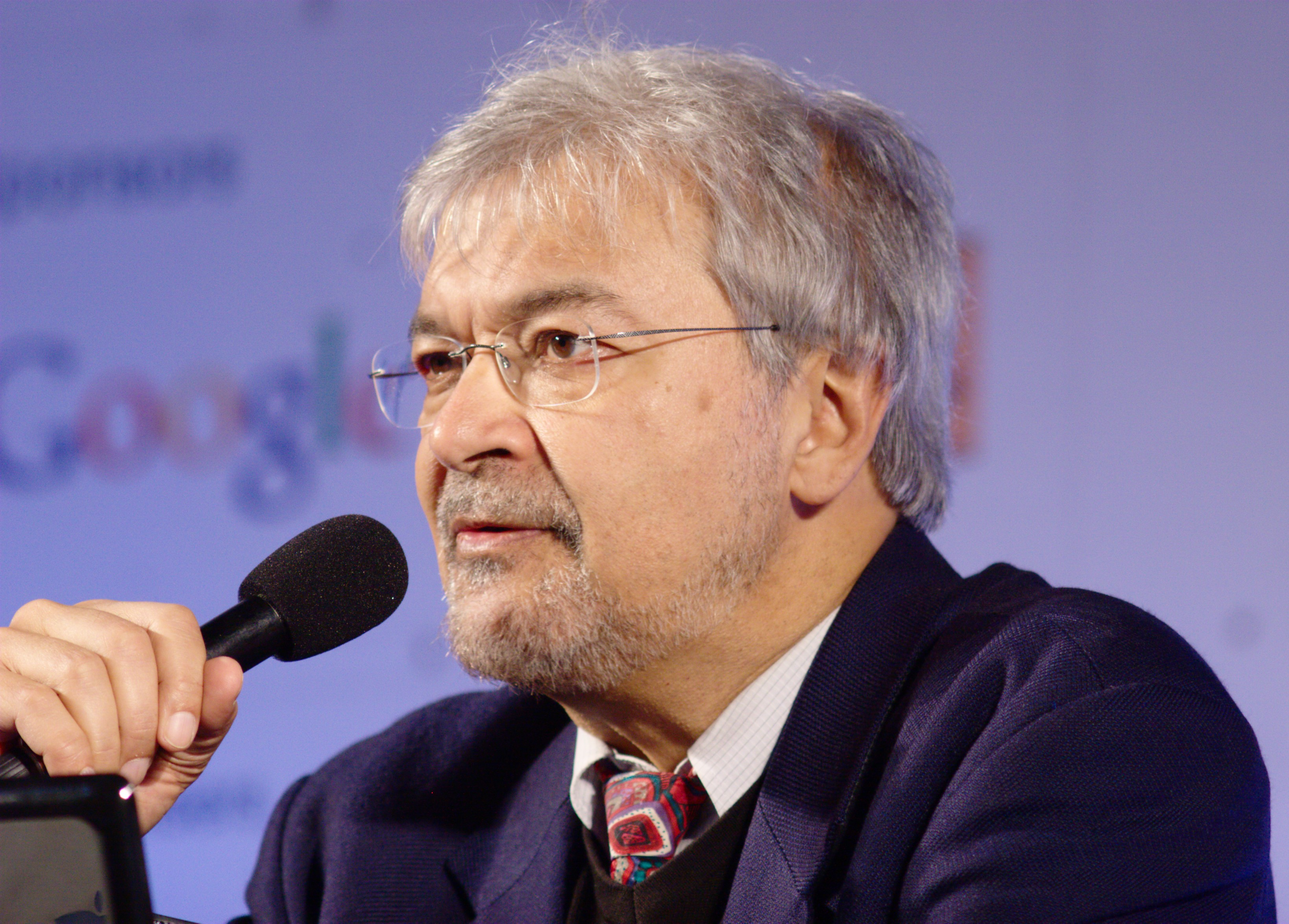
Frederic Friedel (2012)

Frederic Alois Friedel (* 2. August 1945 in Bombay) ist ein deutscher Sprachwissenschaftler und Wissenschaftsjournalist. Er interessiert sich speziell für Computerschach.

## Leben

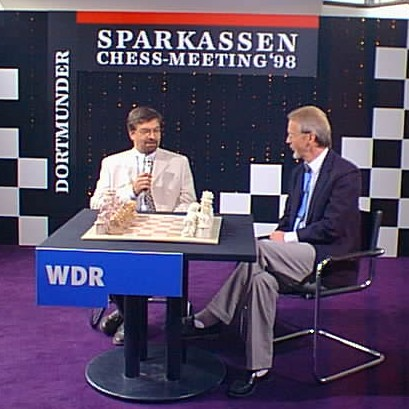
Frederic Friedel (links) und Helmut Pfleger, Dortmunder Schachtage (1998)

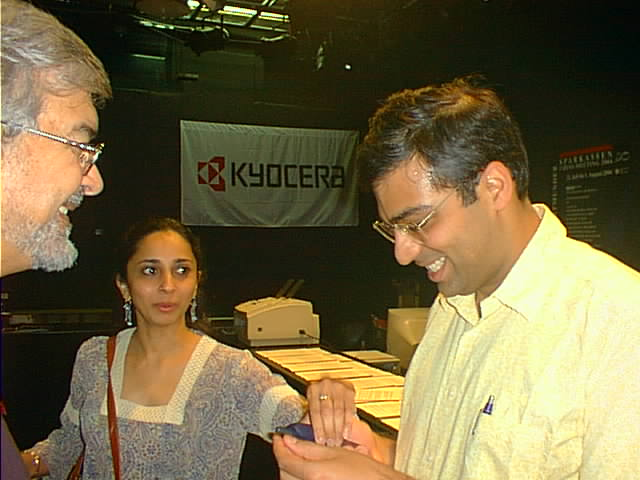
Frederic Friedel (links) und Ehepaar Viswanathan Anand im Pressezentrum der Dortmunder Schachtage (2004)

Frederic Friedel ist ausgebildeter Diplom-Linguist und studierte Philosophie, Wissenschaftstheorie und Linguistik in Hamburg und Oxford. Er produzierte Fernsehsendungen zu den Themen Computer,  Computerschachprogramme, Schachcomputer und Computerschach sowie über künstliche Intelligenz.
Zusammen mit dem Informatiker und Schachprogrammierer Dieter Steinwender gründete er 1982 die „Zeitschrift des ersten Computerschachclubs der Bundesrepublik“, die Anfang 1983 unter dem Titel „Computerschach International“ erstmals erschien und ab Mitte 1986 unter ihrem endgültigen Titel „Computerschach und Spiele“ (kurz: CSS) vertrieben wurde, und war ihr Chefredakteur. Im Jahr 1987 gründete Friedel zusammen mit dem Physiker Matthias Wüllenweber die Firma ChessBase, die heute zu den weltweit wichtigsten und bekannten Unternehmen für Schach-Software gehört. Ferner verfasste er 1995 zusammen mit Steinwender das Buch „Schach am PC“.
Frederic Friedel ist mit vielen Persönlichkeiten des Schachs und des Computerschachs gut bekannt oder sogar befreundet, wie Anand, Carlsen, Donninger, Kramnik, Lékó, Short, Svidler, Topalow und den Polgár-Schwestern Judit, Zsófia und Zsuzsa. Zu seinen engen Freunden gehört der frühere Schachweltmeister Garri Kasparow, den Friedel 1985 kennenlernte. Bei dessen Wettkampf 1997 gegen den von IBM entwickelten Schachcomputer Deep Blue war Friedel Mitglied in Kasparows Team.
Friedel hat mit seiner Frau Ingrid die Söhne Martin und Thomas.

## Schriften
- mit Dieter Steinwender: Schach am PC – Bits und Bytes im königlichen Spiel, Pearson Education 1998, ISBN 978-3-87791-522-6.